# Římskokatolická farnost Boseň
Římskokatolická farnost Boseň (lat. Bosna) je církevní správní jednotka sdružující římské katolíky na území obce Boseň a v jejím okolí. Organizačně spadá do turnovského vikariátu, který je jedním z 10 vikariátů litoměřické diecéze.

## Historie farnosti
Původní středověká farnost (plebánie) zde byla již ze středověku. Tato farnost zanikla za husitských válek. K znovu obnovení farnosti kanonicky došlo roku 1687. Od roku 1687 jsou pro místo také vedeny matriky.

### Duchovní správcové vedoucí farnost
Začátek působnosti jmenovaného v duchovní správě farnosti od:
- 1362   Vojslav z Valečova
- 1366   Joannes
- 1385   Vojslav
- Zacharias ze Sobčic
- 1392   Procopius
- 1412   Paulus
- 1424   Vitus
- 1425   Wenceslaus
- 1688   Joannes Ludovicus Kubín
- 1696   Fridericus Joann. Millenhof
- 1711   Georgius Fiala
- 1712   Henricus Czernik
- 1765   Georgius Frentzl
- 1777   Franciscus Joann. Nep. Wagner, † 22. 1. 1819
- 1783   Franc. Hostlowsky, † 7. 5. 1808
- 1808   Jos. Schiffner, n. 2. 10. 1758 Hirschberg, o. 17.3. 1782, †  3. 3. 1821
- 1815   Math. Badiauczek, n. 24. 2. 1756 Nimburgens, o. 2. 6. 1787, †  22. 2. 1821
- 1821   Jos. Michalek, n. 6. 9. 1783 Smržovka, o. 15. 8. 1806, †  14. 12. 1864
- 1852   Jos. Čermák, n. 23. 4. 1802 Ml. Boleslav, o. 27. 8. 1825, †  26. 1. 1862
- 1863   Joann. Dudek, n. 6. 11. 1787 Troskovic. o. 17. 8. 1814, †  2. 4. 1864
- 1865   Joann. Jonáš, n. 21. 2. 1804 Auřec., o. 7. 9. 1828, †  30. 8. 1868
- 1869   Franc. Dworský, n. 8. 12. 1800 Sobotka, o. 27. 8. 1825, †  1. 6. 1871
- 1871   Wenc. Paulišta, n. 25. 5. 1806 Žehroviens. o. 28. 9. 1832
- 1874   par. vacat, admin. interc. Jos. Srb
- 1875   Joach. Jindra, n. 17. 8. 1806 Haratic., o. 28. 9. 1832, †  11. 7. 1886
- 1886   par. vacat, admin. interc. Joann. Nekovář
- 1887   Anton. Baselt, n. 11. 9. 1831 Bělensis., o. 25. 7. 1895, †  30. 10. 1912
- 1913 par. vacat admin. interc. Josef Činovský, n. 19. 8. 1885, o. 11. 7. 1909
- 1. 4. 1913    Pavel Jirounek, n. 25. 6. 1862 Poříčí, o. 27. 5. 1888, † 24. 2. 1956
- 20. 1.1952   Martin Černý
- 1. 7. 1969    Martin Černý,  Rudolf Prchal
- 1. 1. 1994   Karel Kahoun
- 7. 1.  2002    admin. ad tempus excurr. Jiří Veith
- 20. 2. 2004   Karel Kahoun
- 1. 8.  2004    Radek Jurnečka
- 1. 7.  2010    Pavel Mach, admin. exc. z Mnichova Hradiště[3]

Kromě kněží stojících v čele farnosti, působili ve farnosti v průběhu její historie i jiní kněží. Většinou pracovali jako farní vikáři, kaplani, katecheté, výpomocní duchovní aj.

## Území farnosti
Do farnosti náleží území obce:
- Boseň (Bosin[p 2])
- Branžež
- Bunclava (Božislava, místní část Bosně)
- Čížovka
- Dneboh (Nednebohy)
- Dobrá Voda
- Drhleny
- Kamenice
- Koprník
- Lhotice
- Malobratřice
- Mužský
- Nová Ves u Branžeže
- Slivice (místní část Mužského)
- Solec
- Soleček
- Srbsko
- Valečov
- Zakopaná
- Zápudov
- Zásadka

## Římskokatolické sakrální stavby a místa kultu na území farnosti
| | Fotografie | Stavba                         | Místo      | Bohoslužby                      | Zeměpisné souřadnice             | Status          | Číslo kulturní památky                       |
| Kostely | Kostely    | Kostely                        | Kostely    | Kostely                         | Kostely                          | Kostely         | Kostely                                      |
| --- | ---------- | ------------------------------ | ---------- | ------------------------------- | -------------------------------- | --------------- | -------------------------------------------- |
| 1. |            | Kostel sv. Václava             | Boseň      | bližší informace o bohoslužbách | 50°30′17″ s. š., 15°1′23″ v. d.  | farní kostel    | 34601/2-1496 (Pk•MIS•Sez•Obr•WD) (Q18599868) |
| 2. |            | Kostel Nanebevzetí Panny Marie | Solec      | bližší informace o bohoslužbách | 50°28′27″ s. š., 15°4′15″ v. d.  | filiální kostel | 22335/2-1734 (Pk•MIS•Sez•Obr•WD) (Q24755287) |
| Kaple |            |                                |            |                                 |                                  |                 |                                              |
| 3. |            | Kaple                          | Branžež    | bohoslužby příležitostně        | 50°30′28″ s. š., 15°3′29″ v. d.  | obecní kaple    | —                                            |
| 4. |            | Kaple                          | Dneboh     | bohoslužby příležitostně        | 50°31′36″ s. š., 15°1′15″ v. d.  | obecní kaple    | —                                            |
| 5. |            | Kaple                          | Dobrá Voda | bohoslužby příležitostně        | 50°30′30″ s. š., 15°0′16″ v. d.  | kaple           | —                                            |
| 6. |            | Kaple                          | Lhotice    | bohoslužby příležitostně        | 50°29′58″ s. š., 14°59′52″ v. d. | kaple           | —                                            |
| Některé drobné sakrální stavby a pamětihodnosti lze dohledat zde v databázi Drobné sakrální památky Zaniklé sakrální stavby lze dohledat zde v databázi Poškozené a zničené kostely, kaple a synagogy v České republice |            |                                |            |                                 |                                  |                 |                                              |

Ve farnosti se mohou nacházet i další drobné sakrální stavby, místa římskokatolického kultu a pamětihodnosti, které neobsahuje tato tabulka.

## Příslušnost k farnímu obvodu
Z důvodu efektivity duchovní správy byl vytvořen farní obvod (kolatura) farnosti Mnichovo Hradiště, jehož součástí je i farnost Boseň, která je tak spravována excurrendo.

## Galerie

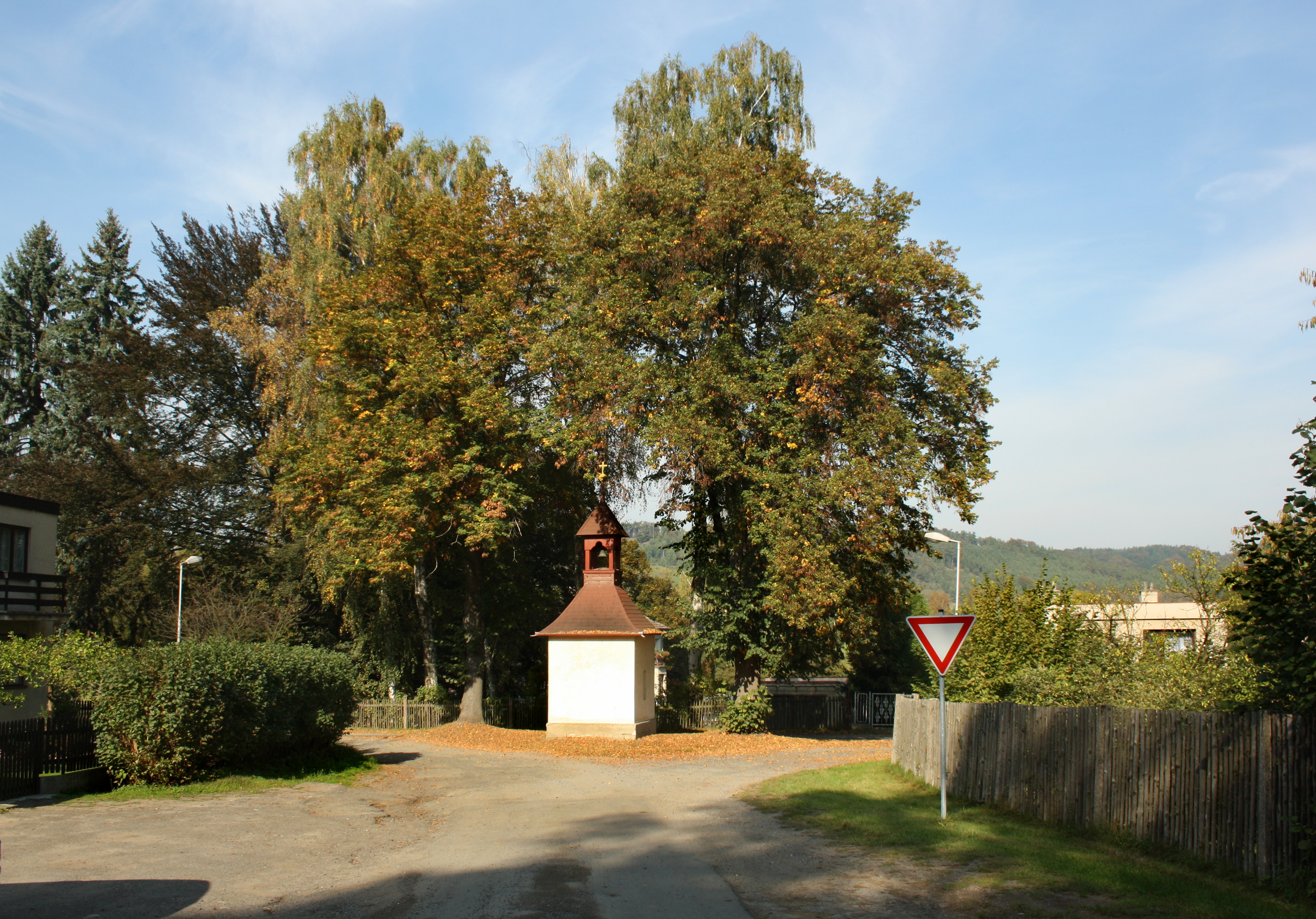
Kaplička na návsi v Nové Vsi u Branžeže
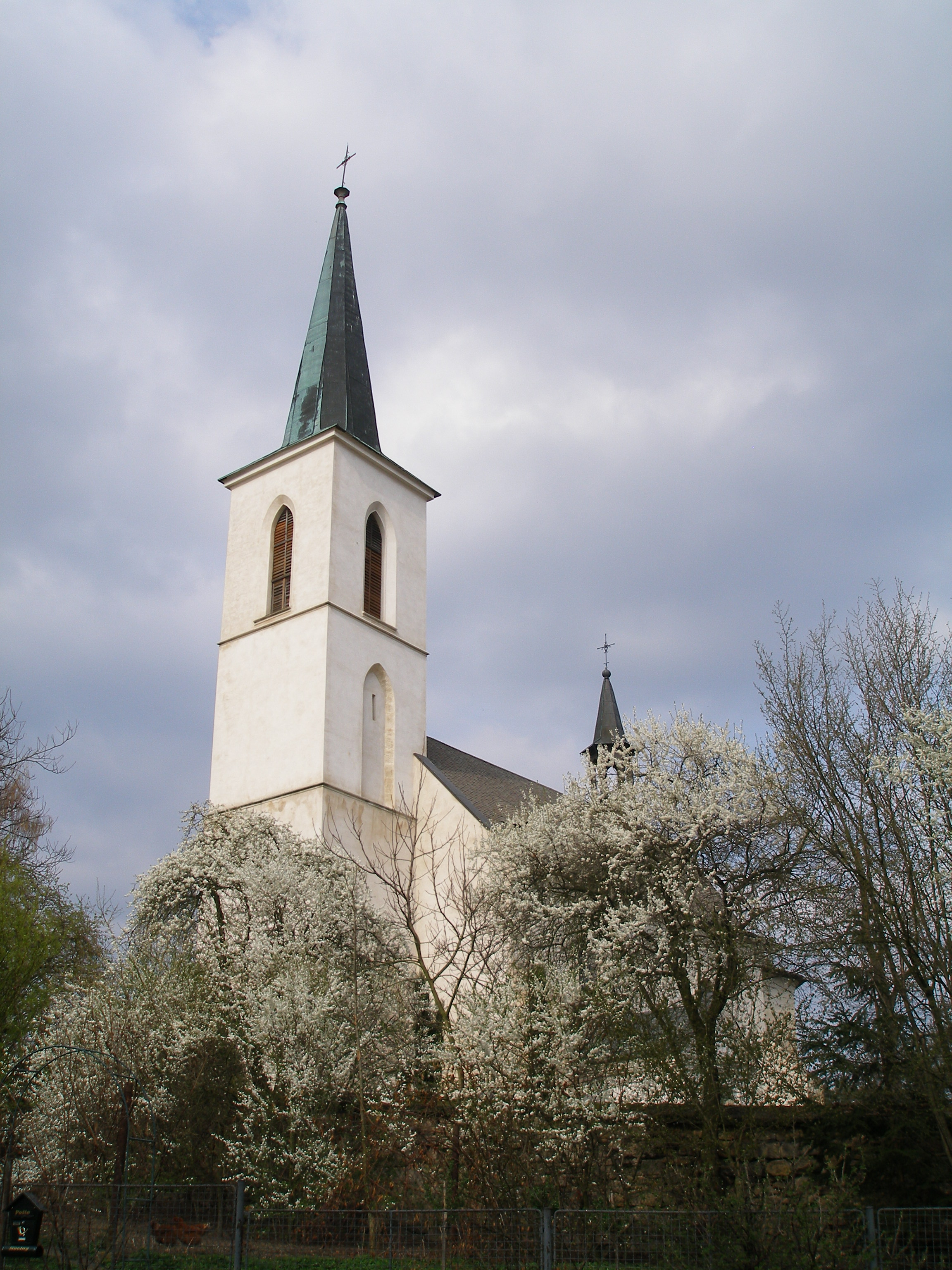
Filiální kostel Nanebevzetí Panny Marie v Solci
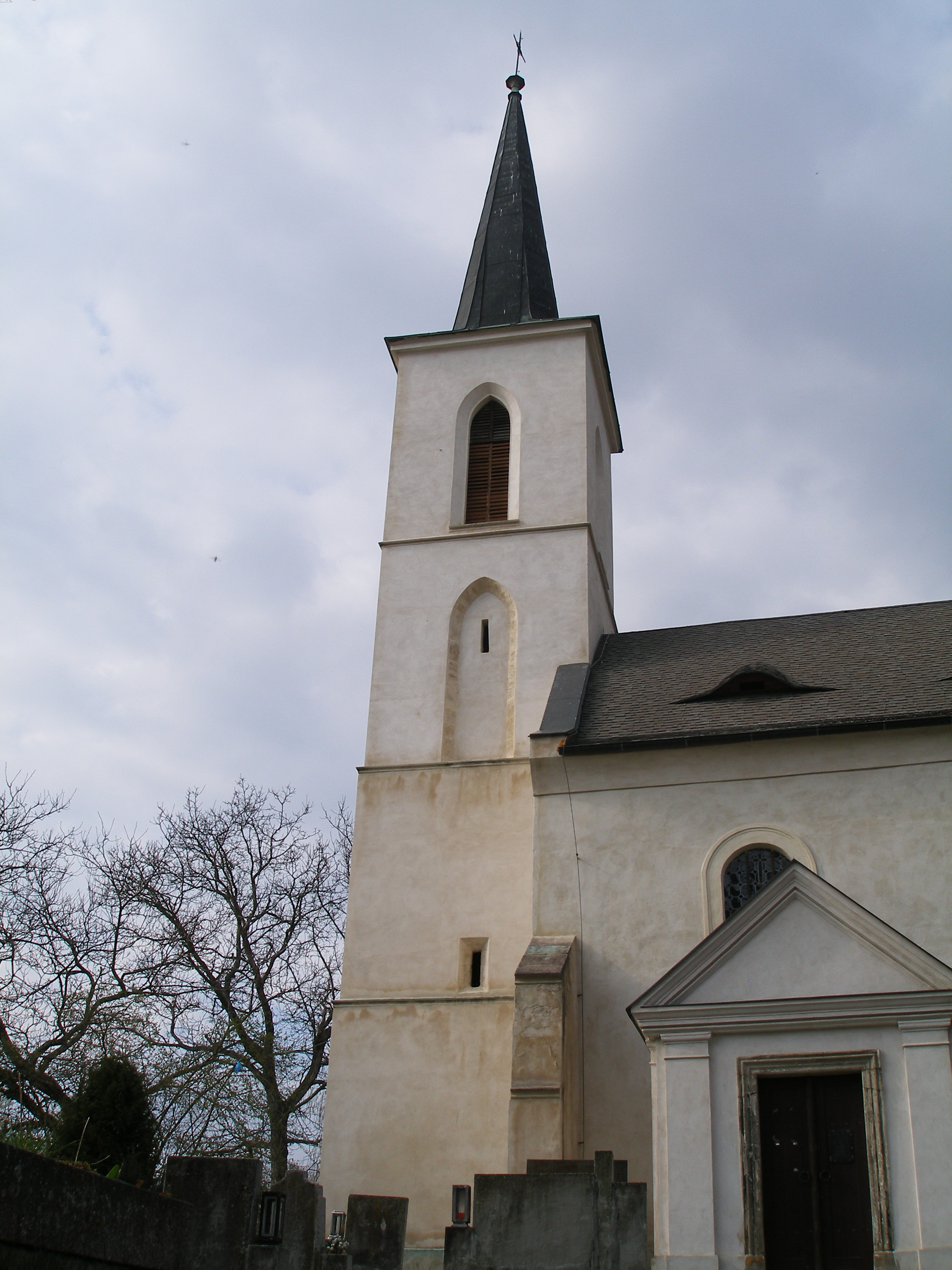
Věž kostela Nanebevzetí Panny Marie v Solci
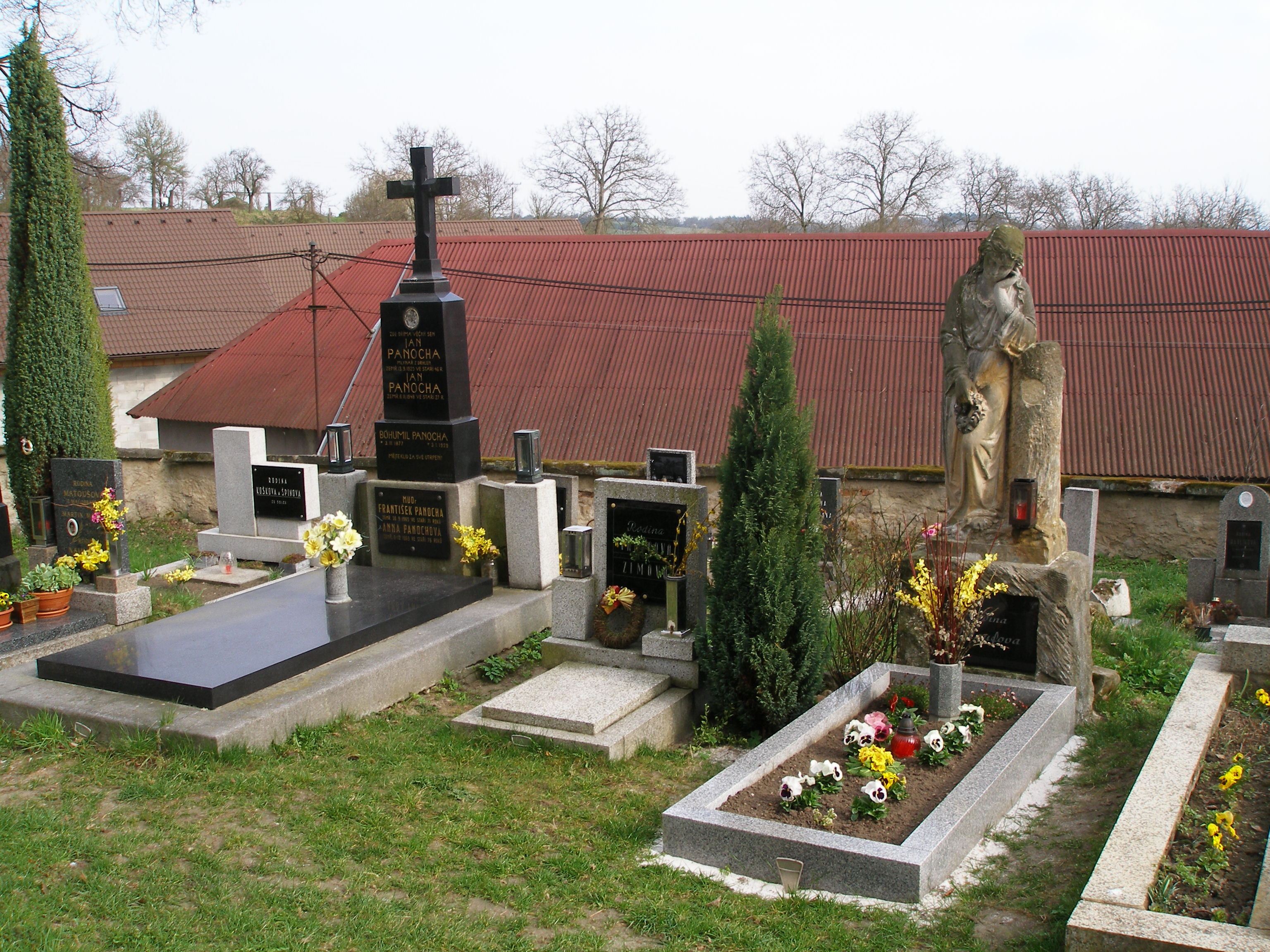
Hřbitov v Solci
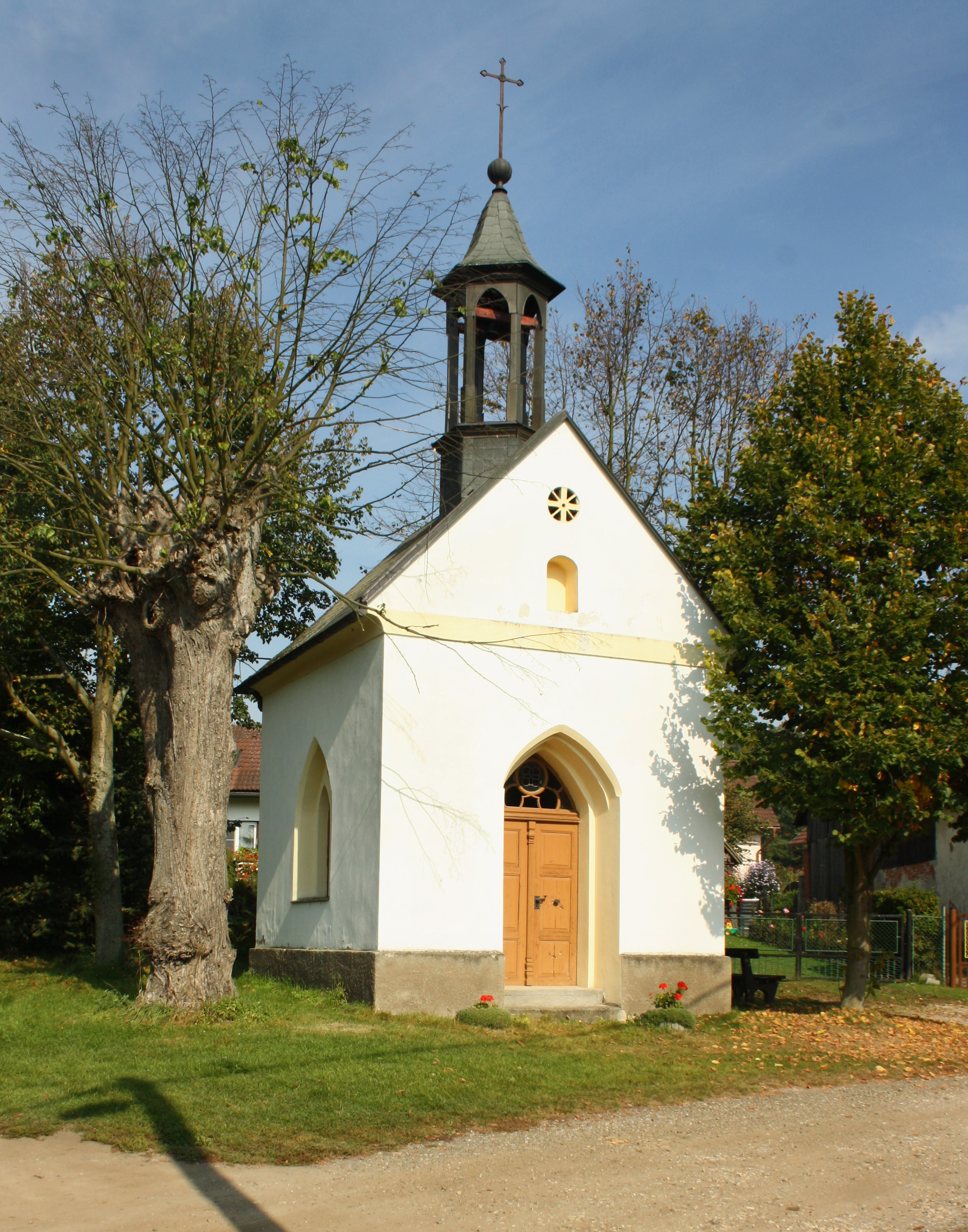
Kaplička na návsi v Srbsku
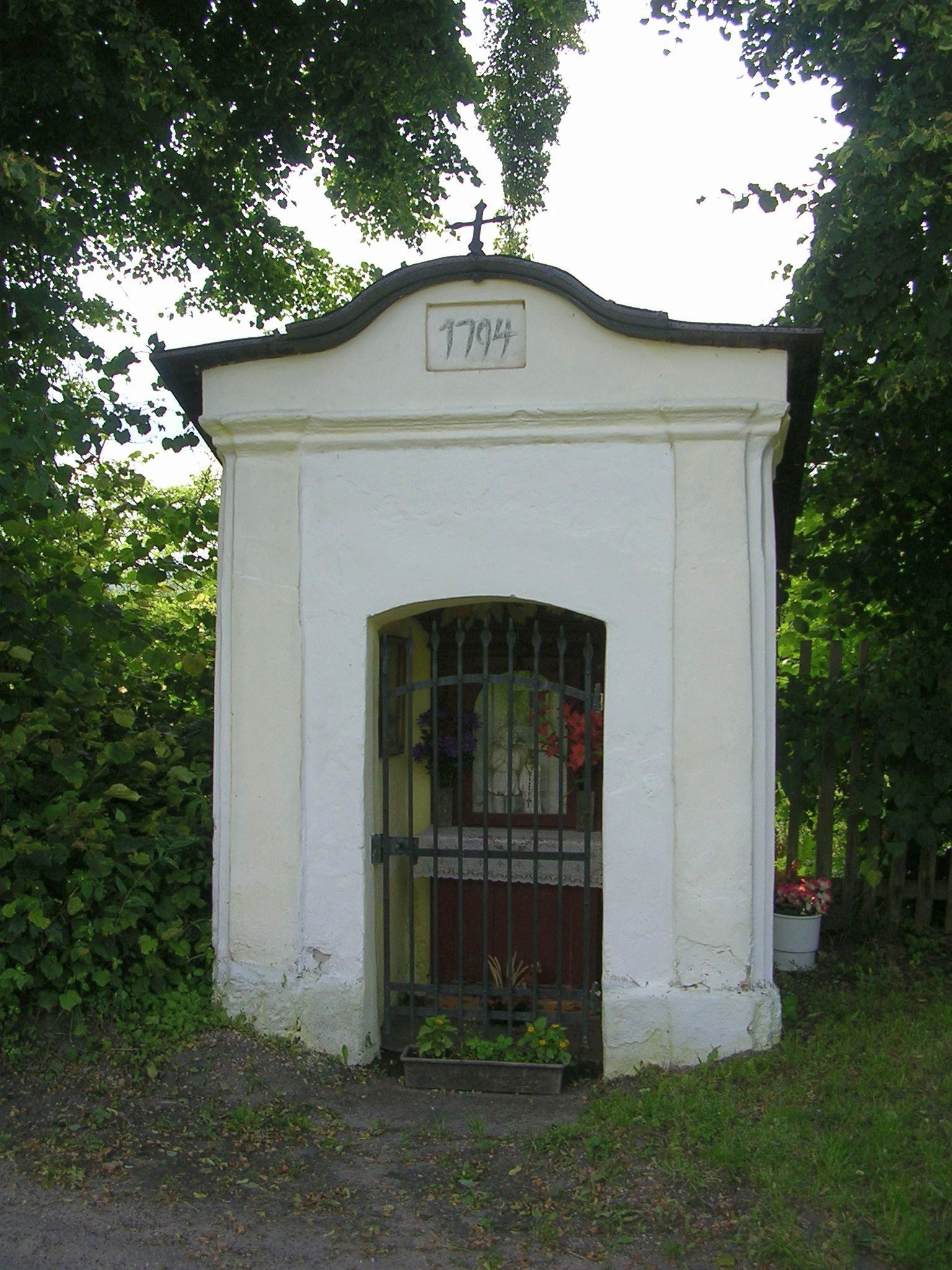
Kaplička v Zásadce
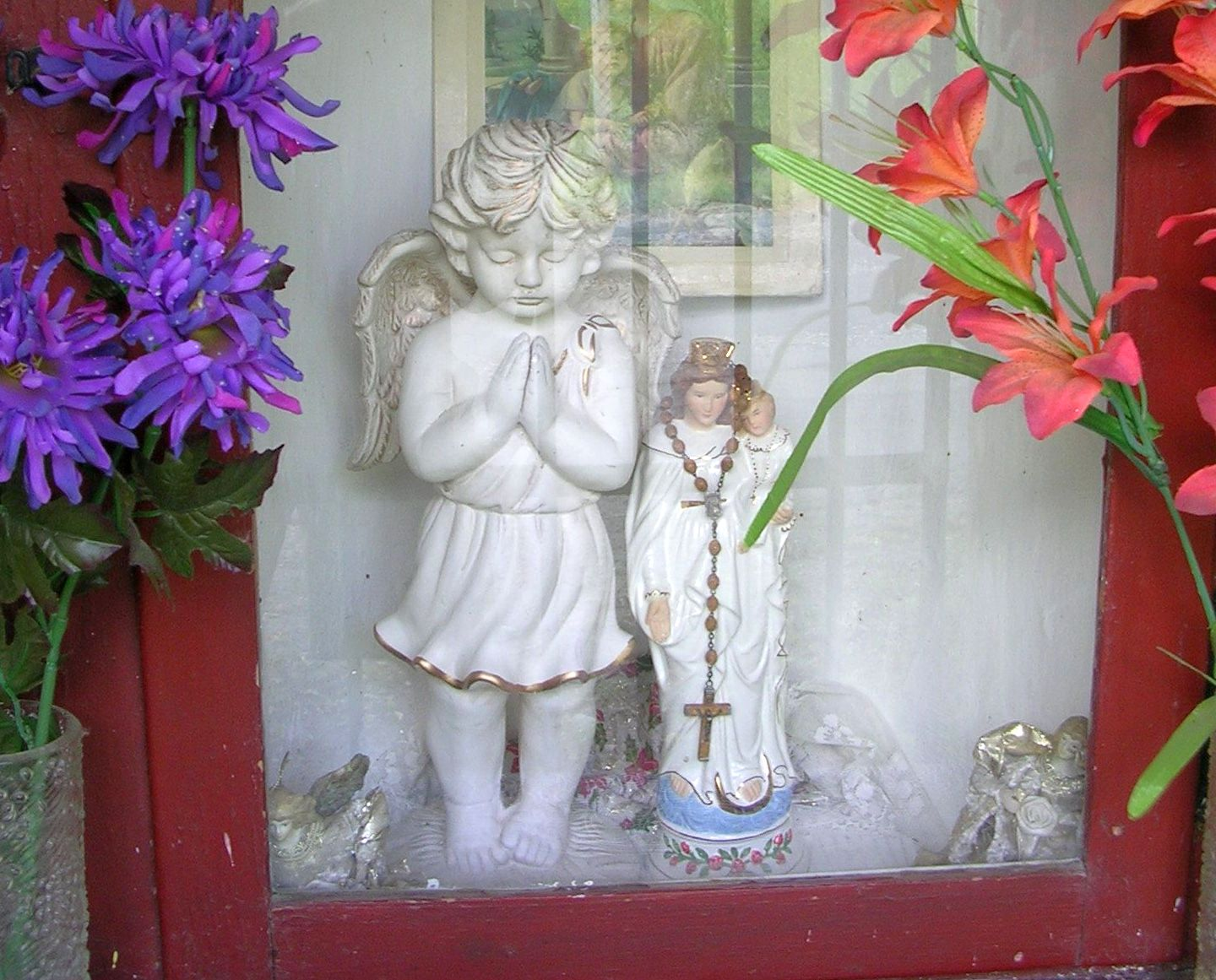
Detail interiéru v kapličce v Zásadce
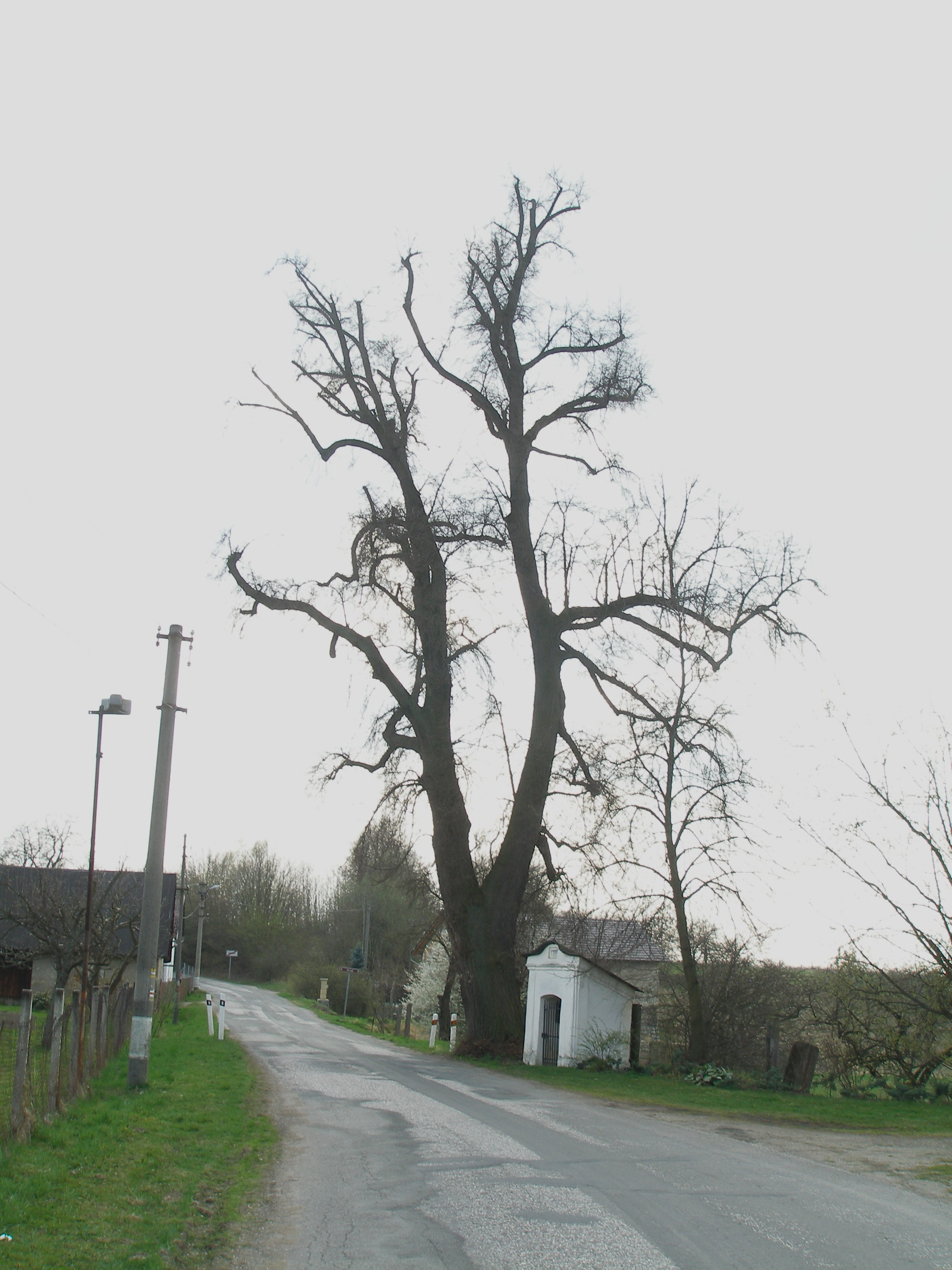
Celkový pohled na kapličku v Zásadce